# Hobbit
Hobbitとは1990年代初頭にAT&Tが設計したマイクロプロセッサである。
1980年代末にベル研究所のC Machineの研究の経験を元に開発されたCRISP (C-language Reduced Instruction Set Processor)を元に開発された。C Machine, CRISPとHobbitはC言語に最適化されている。設計は高速な命令のデコードに集中され、アレイアクセスとサブルーチンをインデックス化した。ある意味ではRISCの様だったがその他はほとんど"oddball"デザインだった。市場の支持を集めることができずニッチな存在に留まり、商業的には普及せず、生産は1990年代半ばに終了した。しかし、その概念と発想は使用され、より有名なハードウェアに影響を与えた。

## 特徴
伝統的なRISC設計というよりもロードストア・アーキテクチャと呼んだ方が良い。メモリーはロードしたデータを演算機に送りメモリに戻す。

## 歴史
1987年、CRISPができた。多くは実験的だった。低消費電力のApple社のニュートンにAT&Tが採用を働きかけた。結果としてHobbitは3 kB 内蔵バッファーの92010として1992年生産され92020は1994年発売された。6 kBだった。Apple以外には大口の採用はなかった。 HobbitはAT&T社独自のEO 個人通信機や PenPointオペレーティングシステムが作動する、GO Corporation社の初期の携帯情報端末やBeBoxのプロトタイプ機で使用された（量産モデルではPowerPCに変更された）。商業的には成果がなく生産は終了した。